# Municipio Tulancingo de Bravo
Koordinaten: 20° 5′ N, 98° 22′ W
Tulancingo de Bravo ist ein Municipio im mexikanischen Bundesstaat Hidalgo. Der Sitz der Gemeinde und größter Ort im Municipio ist die Stadt Tulancingo de Bravo, die zweitgrößte Stadt Hidalgos. Die nächstgrößeren Orte der Gemeinde sind Jaltepec, Javier Rojo Gómez, Parque Urbano Napateco und Santa Ana Hueytlalpan.
Die Gemeinde hatte im Jahr 2010 151.584 Einwohner und ist damit die zweitgrößte nach Einwohnerzahl im Bundesstaat, ihre Fläche beträgt 218 km².

## Lage
Tulancingo de Bravo liegt im Osten des Bundesstaates Hidalgo, 120 km nordöstlich von Mexiko-Stadt und 40 km östlich von Pachuca, der Hauptstadt Hidalgos.
Das Municipio grenzt an die Municipios Metepec, Acaxochitlán, Cuautepec de Hinojosa, Santiago Tulantepec de Lugo Guerrero, Singuilucan und Acatlán.